# 陶陶巴尼奧
陶陶巴尼奧（匈牙利語：Tatabánya，[ˈtɒtɒbaːɲɒ]；德语：Totiserkolonie）是位於匈牙利西北部的一個城市。陶陶巴尼奧是科馬羅姆-埃斯泰爾戈姆州的首府所在地。最早見於記載於1288年。礦業是陶陶巴尼奧重要的經濟支柱。
1. ↑  http://nepesseg.com/komarom-esztergom/tatabanya